# Galerie Schuster Berlin
Die Galerie Schuster ist eine 1989 von Claudia und Helmut Schuster im hessischen Gelnhausen gegründete Galerie, die zeitgenössische Künstler vertritt und ausstellt. 2013 hat die Galerie ihren Sitz in Berlin sowie Dependancen in Potsdam und in Miami.

## Geschichte und Programm
Schusters erste Galerieräume in Gelnhausen lagen ab 1989 in einer ehemaligen Apotheke in der historischen Altstadt. Zweite Galeriestation war 1993 ein Hochbunker im Zentrum von Offenbach am Main. 1994 wurde in Paris die erste Auslandsdependance eröffnet, die sich zwei Jahre lang in der Avenue George V unweit des Triumphbogens befand. Es folgten ab 1995 verschiedene Galeriestandorte in Frankfurt am Main. 1997 erfolgte die Expansion mit dem Berliner Partner Klaus Scheuermann nach Berlin, wo Schuster 2007 eine eigene Fotogalerie eröffnete, und schließlich ab 2008 die Niederlassungen in Miami und 2012 Potsdam.
Die Galerie Schuster vertrat u. a. Cornelia Schleime, Moritz Götze und Strawalde. Mit ihrem Programm nahm die Galerie u. a. an der Art Cologne, am Art Forum Berlin, der Art Frankfurt und weiteren Kunstmessen in New York, Miami, London und Paris teil.
Die ersten Jahre der Galeriearbeit hatten einen deutlichen Schwerpunkt in der Malerei; ab 2000 kam ein Photographieschwerpunkt hinzu. Zu den vertretenen Künstlern gehören Gudrun Kemsa und Bunny Yeager.

## Projekte
Im Jahr 2010 startete die Galerie Schuster in Zusammenarbeit mit dem deutschen Konsulat in Miami und der Stadt Miami die Aktion Berlin for Haiti. Das gesammelte Spendengeld ging zu 100 % an Ärzte ohne Grenzen und wurde zur Katastrophenhilfe in Haiti eingesetzt.
Künstler, Museen und Kunstvereine in ganz Deutschland hatten zuvor Kunstwerke gespendet.